# A String of Pearls
A String of Pearls é um filme mudo norte-americano de 1912 em curta-metragem, do gênero drama, dirigido por D. W. Griffith e estrelado por Blanche Sweet.

## Elenco
- Dorothy Bernard
- Charles West
- Kate Bruce
- Blanche Sweet
- William J. Butler
- Adolph Lestina
- Mack Sennett
- Charles Hill Mailes
- Dell Henderson
- Grace Henderson